# Mauis delfin
Mauis delfin (Cephalorhynchus hectori maui) är världens minsta och mest sällsynta delfin, med en population av 55 individer. Den ingår i släktet Cephalorhynchus och förekommer vid västra sidan av Nordön i Nya Zeeland.